# Mogol (rivière)
Pour les articles homonymes, voir Mogol.
Le Mogol (en russe : Моголь) est une rivière de Russie qui coule dans l'oblast d'Irkoutsk, en Sibérie orientale. C'est un affluent de la Kirenga en rive droite, donc un sous-affluent de la Léna.

## Géographie
Le bassin versant du Mogol a une superficie de 1 950 km2 (surface de taille équivalente à celle du département français des Yvelines ou encore un peu supérieure à celle du canton de Fribourg en Suisse).

Son débit moyen à l'embouchure est de 26 m3/s.  
Le Mogol prend naissance dans la région du plateau de la Léna qui jouxte au nord les monts Stanovoï. Les sources de la rivière se situent une centaine de kilomètres à l'ouest de celles du Tchetchouï. 

Après sa naissance, le Mogol coule en direction du nord d'abord, puis du sud-ouest. Après un parcours de quelque 120 kilomètres dans une région boisée et quasi inhabitée, il se jette dans la Kirenga au niveau de la petite localité de Mogol.

## Le gel
Comme la plupart des rivières du bassin de la Léna, le bassin versant du Mogol repose totalement sur un manteau de sol gelé en permanence ou pergélisol. 

Le Mogol est pris dans les glaces dès la fin du mois d'octobre. Le dégel a lieu en mai.

## Hydrométrie - Les débits mensuels à Mogol
Le Mogol est un cours d'eau abondant. Son débit a été observé pendant 30 ans (durant la période 1956-1988) à Mogol, station hydrométrique située au niveau de son point de confluence, à une altitude de 280 mètres. 
Le débit interannuel moyen ou module observé à Mogol sur cette période était de 26,0 m3/s pour une surface prise en compte de 
1 950 km2, soit la totalité du bassin versant de la rivière. 

La lame d'eau écoulée dans ce bassin versant se monte ainsi à 421 millimètres par an, ce qui doit être considéré comme élevé, surtout dans le contexte de la Sibérie où l'écoulement est généralement bien moindre. 
Rivière alimentée en partie par la fonte des neiges, mais aussi par les pluies de l'été et de l'automne, le Mogol est un cours d'eau de régime nivo-pluvial. 
Les hautes eaux se déroulent au printemps, aux mois de mai et de juin, ce qui correspond au dégel et à la fonte des neiges. Le bassin bénéficie de précipitations appréciables en toutes saisons. Elles tombent sous forme de pluie en été, ce qui explique que le débit de juillet à septembre soit très soutenu tout en baissant progressivement. En automne, aux mois d'octobre puis de novembre, le débit de la rivière chute rapidement, ce qui constitue le début de la période des basses eaux. Celle-ci a lieu de novembre à avril inclus, et correspond aux importantes gelées qui s'abattent sur toute la Sibérie. 
Le débit moyen mensuel observé en mars (minimum d'étiage) est de 7,88 m3/s, soit près de 10 % du débit moyen du mois de juin s'élève à 79,5 m3/s, ce qui témoigne d'une amplitude des variations saisonnières fort modérée, du moins dans le contexte de l'est sibérien. 

Sur la durée d'observation de 30 ans, le débit mensuel minimal a été de 4,41 m3/s en mars 1971, tandis que le débit mensuel maximal s'élevait à 150 m3/s en juin 1983.  
En ce qui concerne la période libre de glaces (de juin à septembre inclus), le débit mensuel minimum observé a été de 12,5 m3/s en septembre 1970, ce qui restait tout à fait confortable.